# Bait (film 1954)
Bait è un film del 1954, diretto da Hugo Haas.

## Trama
Per quanto strano possa sembrare, Marko, uomo di mezz'età, aveva perso la propria miniera d'oro. Era situata in una zona montuosa caratterizzata da un clima estremamente freddo. Egli aveva iniziato a sfruttarla circa 15 anni prima, insieme al suo socio di allora, e solo per una breve stagione. Si vociferava che, ai tempi, mentre si incamminava per tornare a valle durante il rigidissimo inverno col proprio compagno, lo avesse a bella posta abbandonato nella tempesta perché morisse assiderato e Marko potesse intascare anche la sua quota del 50% sui profitti.
Da allora, ad ogni successiva estate Marko aveva tentato invano di rintracciare la miniera. Il suo nuovo socio era attualmente il giovane Ray Brighton, e i due riescono finalmente a ritrovare la vena aurifera, e iniziano a lavorarla ricavandone profitto, stanziati nel vecchio bungalow di legno. Pressoché coetanea di Ray è Peggy, che lavora all'emporio di Foley, l'ultimo avamposto di civiltà prima dell'impervia via che conduce alla montagna. Peggy è stigmatizzata come madre single, e quindi non ben vista – secondo i canoni morali del tempo – dalla piccola società del luogo: per quanto, a dirla tutta, la sua situazione di ragazza madre era solo dovuta – come spesso accade - ad un malfunzionamento burocratico (Peggy era regolarmente sposata, ma i documenti relativi erano andati persi, mentre il marito era morto).
Inaspettatamente, Marko chiede a Peggy di sposarlo; e – forse meno inaspettatamente – Peggy accetta: in tal modo ella si assicura una certa agiatezza economica e la legittimazione dello status del suo figlioletto, ora adottato da Marko. La giovane si trasferisce nel bungalow montano per la stagione estrattiva. È altrettanto evidente che in realtà Peggy e Ray si innamorano vicendevolmente. La cosa è chiara anche per – anzi, voluta da – Marko. Infatti, egli di nuovo intende depredare il suo nuovo socio dei proventi dovutigli, stabiliti a "metà per ognuno".
A tal scopo escogita un piano: con una serie successiva di stratagemmi Marko fa in modo di lasciare soli i due verosimili amanti, fingendo di dover recarsi all'emporio di Foley, mentre in realtà si nasconde all'esterno della casetta, spiando. Egli si aspetta di cogliere Ray e Peggy in atteggiamenti amorosi, in modo da poter irrompere e ucciderli – convinto che ogni giuria (del tempo) gli avrebbe perdonato il delitto passionale. Ma il piano di Marko – sempre in base ad alcuni particolari indizi - viene scoperto: Peggy e Ray, nella tempesta invernale, lasciano allora il bungalow, dirigendosi a valle. Marko, ferito in una colluttazione col rivale, implora invano i due amanti di soccorrerlo. Egli muore assiderato.